# Sven Gunnar Persson
Sven Gunnar Samuel Persson, född 10 mars 1955 i Västra Vingåkers församling, Södermanlands län, är en svensk politiker (kristdemokrat), som var statssekreterare på Samordningskansliet under Regeringen Carl Bildt 1991–1994, partisekreterare för Kristdemokraterna 1994–2002 och riksdagsledamot 2002–2008, invald för Örebro läns valkrets. Vid årsskiftet 2008–2009 lämnade han riksdagen för att tillträda som rektor vid Oskarshamns folkhögskola.